# 烏克蘭學院
烏克蘭學院（烏克蘭語：Український інститут；Ukrayinsʹkyy instytut）是烏克蘭的一個公營機構，旨在世界各地推廣烏克蘭文化、傳達烏克蘭國家的正面形象。此機構於2017年6月由烏克蘭政府建立，隸屬於烏克蘭外交部，現任會長為弗拉基米尔·谢伊科（Vladimir Sheiko）。

## 活動
2019年，烏克蘭學院共在11個國家執行了85項活動專案，包括奧地利-烏克蘭文化年、在維也納舉辦的烏克蘭電子音樂與視覺藝術節、籌劃2020年3月在美國紐約舉辦的烏克蘭當代音樂節、在世界各大博物館加入烏克蘭語的語音導覽等。
2021年2月至3月，烏克蘭學院、烏克蘭外交部與烏克蘭維基媒體分會合作舉辦名為「烏克蘭文化外交月」（Ukraine's Cultural Diplomacy Month）的維基百科編輯活動。